# Trzcinka (Mazovie)
Pour les articles homonymes, voir Trzcinka.

Trzcinka (prononciation : [ˈtʂt͡ɕiŋka]) est un village polonais de la gmina de Poświętne dans le powiat de Wołomin de la voïvodie de Mazovie dans le centre-est de la Pologne.
Il se situe à environ 10 kilomètres au sud-est de Wołomin (siège du powiat) et à 26 kilomètres à l'est de Varsovie (capitale de la Pologne).
De 1975 à 1998, le village appartenait administrativement à la voïvodie de Siedlce.
Le village possède une population d'environ 106 habitants.